# غريغ بوث
غريغ بوث (بالإنجليزية: Greg Booth)‏ هو لاعب كرة قدم أسترالية أسترالي، ولد في 28 أغسطس 1951.

## وصلات خارجية
- غريغ بوث على موقع AustralianFootball.com (الإنجليزية)
- غريغ بوث على موقع AFLtables.com (الإنجليزية)